# 尤普·韦内马尔斯
尤普·韦内马尔斯（荷蘭語：Joep Wennemars，2002年10月3日—），荷兰男子速度滑冰运动员，2022年世界青年速度滑冰锦标赛男子500米、男子1000米金牌得主、男子1500米和男子团体追逐银牌得主、2025年世界单程距离速度滑冰锦标赛男子1000米金牌得主。